# ديفيد مككولوك (محامي)
ديفيد مككولوك (بالإنجليزية: David McCulloch)‏ هو قاضي ومحامي أمريكي، ولد في 25 يناير 1832، وتوفي في 17 سبتمبر 1907.